# Kettcar (band)

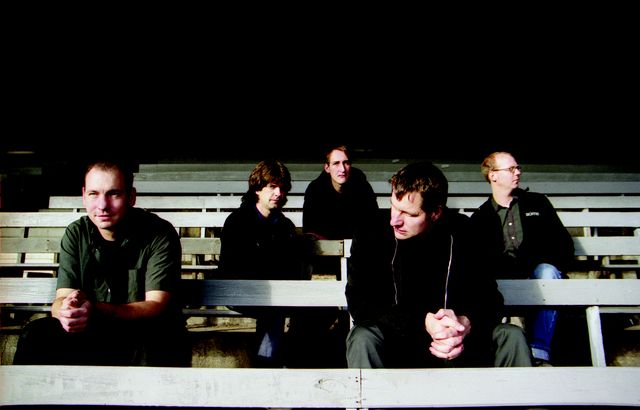
kettcar in 2006

Kettcar is een Duitse indie rockband uit Hamburg. De band werd opgericht in 2001. De naam komt van het Duitse woord voor skelter.
De eerste single "Landungsbrücken raus" verscheen in 2002. Het debuutalbum, Du und wieviel von deinen Freunden ("Jij en hoeveel van je vrienden") volgde later dat jaar. Verschillende albums volgden, waarin de muziek zich ontwikkelde. Het geluid is vaak beschreven als indiepop.
In de loop der jaren heeft Kettcar in Duitsland een grote aanhang opgebouwd. De teksten van Kettcar zijn vaak politiek gekleurd.

## Albums
- 2002: Du und wieviel von deinen Freunden
- 2005: Von Spatzen und Tauben, Dächern und Händen
- 2008: Sylt
- 2012: Zwischen den Runden
- 2017: Ich vs. Wir